# Greifswalder Sport Club 2022-2023
Questa voce raccoglie le informazioni riguardanti il Greifswalder Sport Club nelle competizioni ufficiali della stagione 2022-2023.

## Stagione
Nella stagione 2022-2023 il Greifswald, allenato da Danny König, Roland Vrabec e Lars Fuchs, concluse il campionato di Regionalliga Nordest al 14º posto.

## Rosa
| N. |                        | Ruolo | Calciatore         |
| -- | ---------------------- | ----- | ------------------ |
| 1  | Germania (bandiera)    | P     | Jonas Brendieck    |
| 3  | Germania (bandiera)    | D     | Anthony Syhre      |
| 4  | Germania (bandiera)    | D     | Robert Müller      |
| 5  | Germania (bandiera)    | D     | Julian Rüh         |
| 6  | Germania (bandiera)    | D     | Jannis Farr        |
| 7  | Turchia (bandiera)     | A     | Guido Koçer        |
| 9  | Germania (bandiera)    | A     | Daniel Eidtner     |
| 10 | Stati Uniti (bandiera) | C     | Joe-Joe Richardson |
| 11 | Germania (bandiera)    | C     | Lukas Knechtel     |
| 11 | Germania (bandiera)    | C     | Niklas Mieß        |
| 13 | Germania (bandiera)    | D     | Hannes Mietzelfeld |
| 14 | Germania (bandiera)    | C     | Tom Weilandt       |
| 15 | Germania (bandiera)    | C     | Niclas Kubitz      |
| 16 | Kosovo (bandiera)      | A     | Fatlind Memaj      |
| 17 | Germania (bandiera)    | A     | Robin Krolikowski  |
| 18 | Germania (bandiera)    | A     | Nico Granatowski   |

| N. |                         | Ruolo | Calciatore         |
| -- | ----------------------- | ----- | ------------------ |
| 19 | Canada (bandiera)       | A     | Maksym Kowal       |
| 20 | Germania (bandiera)     | A     | Jonas Banouas      |
| 21 | Germania (bandiera)     | D     | Rudolf Sanin       |
| 22 | Sierra Leone (bandiera) | A     | Abu-Bakarr Kargbo  |
| 23 | Germania (bandiera)     | P     | Mika Schneider     |
| 24 | Germania (bandiera)     | D     | Pascal Schmedemann |
| 25 | Germania (bandiera)     | C     | Luca Jensen        |
| 27 | Germania (bandiera)     | D     | Jannik Bandowski   |
| 28 | Lettonia (bandiera)     | C     | Artis Lazdiņš      |
| 29 | Germania (bandiera)     | P     | Matti Kamenz       |
| 31 | Germania (bandiera)     | C     | Fabio Schneider    |
| 33 | Germania (bandiera)     | A     | Theo Martens       |
| 35 | Germania (bandiera)     | D     | Aleksandar Bilbija |
| 68 | Germania (bandiera)     | C     | Moritz Rosenberg   |
| 90 | Germania (bandiera)     | A     | Soufian Benyamina  |
|    | Polonia (bandiera)      | P     | Adam Marczuk       |

## Organigramma societario
Area tecnica
- Allenatore: Lars Fuchs
- Allenatore in seconda: Velimir Jovanović, Danny König, Marcel Rüh
- Preparatore dei portieri: Stefan Hafermann, Jonas Hoffmann
- Preparatori atletici:
- Analisi video:

## Calciomercato

### Sessione estiva
| Acquisti | Acquisti           | Acquisti             | Acquisti |
| R.       | Nome               | da                   | Modalità |
| -------- | ------------------ | -------------------- | -------- |
| C        | Luca Jensen        | Uerdingen 05         |          |
| D        | Jannik Bandowski   | Steinbach            |          |
| A        | Abu-Bakarr Kargbo  | Berliner AK 07       |          |
| A        | Jonas Banouas      | Rot-Weiß Wolgast     |          |
| D        | Pascal Schmedemann | Hannover 96 II       |          |
| D        | Aleksandar Bilbija | TeBe Berlino         |          |
| A        | Daniel Eidtner     | Hannover 96 II       |          |
| P        | Matti Kamenz       | Zwickau              |          |
| A        | Guido Koçer        | Bandırmaspor         |          |
| A        | Maksym Kowal       | Germania Halberstadt |          |
| C        | Niclas Kubitz      | VfB Auerbach         |          |
| C        | Moritz Rosenberg   | Hansa Rostock II     |          |
| C        | Tom Weilandt       | Bochum               |          |

| Cessioni | Cessioni     | Cessioni | Cessioni |
| R.       | Nome         | a        | Modalità |
| -------- | ------------ | -------- | -------- |
| C        | Lovro Šindik | Rehden   |          |
| C        | Azat Selcuk  | Heider   |          |

### Sessione invernale
| Acquisti | Acquisti        | Acquisti      | Acquisti |
| R.       | Nome            | da            | Modalità |
| -------- | --------------- | ------------- | -------- |
| A        | Theo Martens    | Hansa Rostock |          |
| C        | Fabio Schneider | Union Berlino |          |

| Cessioni | Cessioni      | Cessioni        | Cessioni |
| R.       | Nome          | a               | Modalità |
| -------- | ------------- | --------------- | -------- |
| C        | Matteo Hecker | Bischofswerdaer |          |

## Risultati

### Regionalliga Nordest

#### Girone di andata
| Arbitro: | Wilske |

|                        |           |  |
| Richter 35’ Rogero 68’ | Marcatori |  |

| Greifswald 14 agosto 2022, ore 13:00 CEST 2ª giornata | Greifswalder | 0 – 0 referto | Chemnitz | Volksstadion (2 218 spett.)\| Arbitro: \| Vierock \| |
| Arbitro:                                              | Vierock      |               |          |                                                      |

| Arbitro: | Albert |

|            |           |  |
| Dahlke 45’ | Marcatori |  |

| Arbitro: | Weisbach |

|                             |           |             |
| Kargbo 3’, 27’ Weilandt 23’ | Marcatori | 11’ Pfeffer |

| Arbitro: | Wartmann |

|                                |           |           |
| El-Jindaoui 29’ Abdullatif 56’ | Marcatori | 90’ Kowal |

| Arbitro: | Klemm |

|                                                 |           |  |
| Benyamina 31’, 40’ Rüh 54’ Koçer 57’ Kargbo 68’ | Marcatori |  |

| Arbitro: | Lämmchen |

|  |           |                                       |
|  | Marcatori | 27’ Kargbo 77’ Benyamina 82’ Weilandt |

| Arbitro: | Vierock |

|  |           |                        |
|  | Marcatori | 15’ Ndualu 90’ Gladrow |

| Arbitro: | Hagemann |

|            |           |              |
| Kargbo 23’ | Marcatori | 26’ Tiliudis |

| Halberstadt 23 ottobre 2022, ore 13:00 CEST 10ª giornata | Germania Halberstadt | 0 – 0 referto | Greifswalder | Friedensstadion (343 spett.)\| Arbitro: \| Bartnitzki \| |
| Arbitro:                                                 | Bartnitzki           |               |              |                                                          |

| Arbitro: | Herde |

|  |           |                            |
|  | Marcatori | 23’ Hajrulla 90’ Seidemann |

| Arbitro: | Rauschenberg |

|                                       |           |                |
| Badu 56’ Hildebrandt 63’ Hottmann 85’ | Marcatori | 65’ Richardson |

| Arbitro: | Lukawski |

|                 |           |                         |
| Kargbo 59’, 90’ | Marcatori | 10’ Eshele 73’ Brügmann |

| Arbitro: | Müller |

|                         |           |                                                 |
| Breitkreuz 27’ Uzan 52’ | Marcatori | 24’ (rig.), 80’ (rig.) Benyamina 51’ Richardson |

| Arbitro: | Albert |

|               |           |            |
| Benyamina 54’ | Marcatori | 69’ Hefele |

| Arbitro: | Wilske |

|               |           |                |
| Grüneberg 63’ | Marcatori | 62’ Richardson |

| Arbitro: | Wien |

|                                       |           |                     |
| Richardson 4’ (rig.), 9’ Benyamina 6’ | Marcatori | 45’ Bürger 58’ Bock |

#### Girone di ritorno
| Arbitro: | Kohnert |

|                              |           |  |
| Richardson 49’, 78’ Farr 50’ | Marcatori |  |

| Arbitro: | Rauschenberg |

|                         |           |  |
| Mensah 36’ Campulka 68’ | Marcatori |  |

| Arbitro: | Jessen |

|  |           |             |
|  | Marcatori | 44’ Verkamp |

| Arbitro: | Vierock |

|                                  |           |               |
| Pfeffer 50’ (rig.) Grym 64’, 85’ | Marcatori | 40’ Bandowski |

| Arbitro: | Hagemann |

|                           |           |           |
| Benyamina 50’ Martens 60’ | Marcatori | 78’ Rölke |

| Arbitro: | Schwermer |

|                         |           |              |
| Theisen 5’ Ogbaidze 48’ | Marcatori | 55’ Weilandt |

| Arbitro: | Klemm |

|                                           |           |  |
| Koçer 44’, 70’ Syhre 67’ Martens 78’, 80’ | Marcatori |  |

| Arbitro: | Beblik |

|            |           |                         |
| Ndualu 10’ | Marcatori | 42’ Schneider 72’ Syhre |

| Arbitro: | Gaunitz |

|                                           |           |  |
| Beck 14’, 16’, 44’ Suljić 36’ Euschen 85’ | Marcatori |  |

| Arbitro: | Müller |

|                              |           |                      |
| Weilandt 43’ Granatowski 60’ | Marcatori | 6’ Malina 38’ Baudis |

| Arbitro: | Vierock |

|                                              |           |  |
| Seidemann 25’, 70’ Mergel 58’ Ciccarelli 73’ | Marcatori |  |

| Arbitro: | Wien |

|                 |           |                             |
| Granatowski 20’ | Marcatori | 16’ Oesterhelweg 69’ Thiele |

| Arbitro: | Beblik |

|                                 |           |           |
| Kirstein 13’ Mäder 32’ Bury 87’ | Marcatori | 59’ Koçer |

| Arbitro: | Kluge |

|               |           |                            |
| Benyamina 42’ | Marcatori | 21’ Türpitz 26’ Breitkreuz |

| Arbitro: | Rauschenberg |

|                                                         |           |                    |
| Butendeich 36’, 48’ Flath 55’, 79’ Hadel 77’ Plumpe 84’ | Marcatori | 20’, 27’ Benyamina |

| Arbitro: | Wilske |

|                              |           |            |
| Granatowski 50’ Weilandt 82’ | Marcatori | 59’ Winter |

| Arbitro: | Kluge |

|                                                    |           |  |
| Fischer 25’ Jacobi 63’ Syhre 80’ (aut.) Kadrić 85’ | Marcatori |  |

## Statistiche

### Statistiche di squadra
| Competizione | Punti | In casa | In casa | In casa | In casa | In casa | In casa | In trasferta | In trasferta | In trasferta | In trasferta | In trasferta | In trasferta | Totale | Totale | Totale | Totale | Totale | Totale | DR  |
| Competizione | Punti | G       | V       | N       | P       | Gf      | Gs      | G            | V            | N            | P            | Gf           | Gs           | G      | V      | N      | P      | Gf     | Gs     | DR  |
| ------------ | ----- | ------- | ------- | ------- | ------- | ------- | ------- | ------------ | ------------ | ------------ | ------------ | ------------ | ------------ | ------ | ------ | ------ | ------ | ------ | ------ | --- |
| Regionalliga | 37    | 17      | 7       | 5       | 5       | 31      | 20      | 17           | 3            | 2            | 12           | 16           | 41           | 34     | 10     | 7      | 17     | 47     | 61     | -14 |
| Totale       | 37    | 17      | 7       | 5       | 5       | 31      | 20      | 17           | 3            | 2            | 12           | 16           | 41           | 34     | 10     | 7      | 17     | 47     | 61     | -14 |

### Andamento in campionato
| Giornata  | 1  | 2  | 3  | 4 | 5  | 6  | 7  | 8  | 9  | 10 | 11 | 12 | 13 | 14 | 15 | 16 | 17 | 18 | 19 | 20 | 21 | 22 | 23 | 24 | 25 | 26 | 27 | 28 | 29 | 30 | 31 | 32 | 33 | 34 |
| --------- | -- | -- | -- | - | -- | -- | -- | -- | -- | -- | -- | -- | -- | -- | -- | -- | -- | -- | -- | -- | -- | -- | -- | -- | -- | -- | -- | -- | -- | -- | -- | -- | -- | -- |
| Luogo     | T  | C  | T  | C | T  | C  | T  | C  | C  | T  | C  | T  | C  | T  | C  | T  | C  | C  | T  | C  | T  | C  | T  | C  | T  | T  | C  | T  | C  | T  | C  | T  | C  | T  |
| Risultato | P  | N  | P  | V | P  | V  | V  | P  | N  | N  | P  | P  | N  | V  | N  | N  | V  | V  | P  | P  | P  | V  | P  | V  | V  | P  | N  | P  | P  | P  | P  | P  | V  | P  |
| Posizione | 16 | 13 | 16 | 9 | 12 | 11 | 10 | 10 | 10 | 11 | 11 | 13 | 12 | 12 | 12 | 12 | 12 | 11 | 11 | 12 | 13 | 13 | 13 | 12 | 12 | 12 | 13 | 13 | 13 | 13 | 14 | 14 | 14 | 14 |

Legenda:

Luogo: C = Casa; T = Trasferta. Risultato: V = Vittoria; N = Pareggio; P = Sconfitta.

### Statistiche dei giocatori
| J. Bandowski   | 21 | 1  | 4 | 1 |
| J. Banouas     | 8  | 0  | 1 | 0 |
| S. Benyamina   | 19 | 11 | 2 | 0 |
| A. Bilbija     | 28 | 0  | 8 | 0 |
| J. Brendieck   | 13 | 0  | 1 | 0 |
| D. Eidtner     | 17 | 0  | 3 | 0 |
| J. Farr        | 25 | 1  | 4 | 1 |
| N. Granatowski | 14 | 3  | 3 | 0 |
| M. Hecker      | 0  | 0  | 0 | 0 |
| L. Jensen      | 22 | 0  | 6 | 0 |
| M. Kamenz      | 20 | 0  | 0 | 0 |
| A. Kargbo      | 19 | 7  | 1 | 0 |
| L. Knechtel    | 15 | 0  | 2 | 0 |
| M. Kowal       | 27 | 1  | 2 | 0 |
| G. Koçer       | 23 | 4  | 4 | 1 |
| R. Krolikowski | 11 | 0  | 2 | 0 |
| N. Kubitz      | 10 | 0  | 1 | 0 |
| A. Lazdiņš     | 20 | 0  | 6 | 0 |
| A. Marczuk     | 0  | 0  | 0 | 0 |
| T. Martens     | 9  | 3  | 2 | 0 |
| F. Memaj       | 5  | 0  | 0 | 0 |
| H. Mietzelfeld | 0  | 0  | 0 | 0 |
| N. Mieß        | 0  | 0  | 0 | 0 |
| R. Müller      | 0  | 0  | 0 | 0 |
| J. Richardson  | 27 | 7  | 4 | 0 |
| M. Rosenberg   | 14 | 0  | 1 | 0 |
| J. Rüh         | 34 | 1  | 3 | 0 |
| R. Sanin       | 27 | 0  | 7 | 0 |
| P. Schmedemann | 12 | 0  | 2 | 0 |
| F. Schneider   | 15 | 1  | 1 | 0 |
| M. Schneider   | 1  | 0  | 0 | 0 |
| A. Syhre       | 14 | 2  | 3 | 0 |
| T. Weilandt    | 24 | 5  | 5 | 0 |